# Panagrolaimus aberrans
Panagrolaimus aberrans är en rundmaskart. Panagrolaimus aberrans ingår i släktet Panagrolaimus och familjen Pangrolaimidae. Inga underarter finns listade i Catalogue of Life.